# Ödön Téry

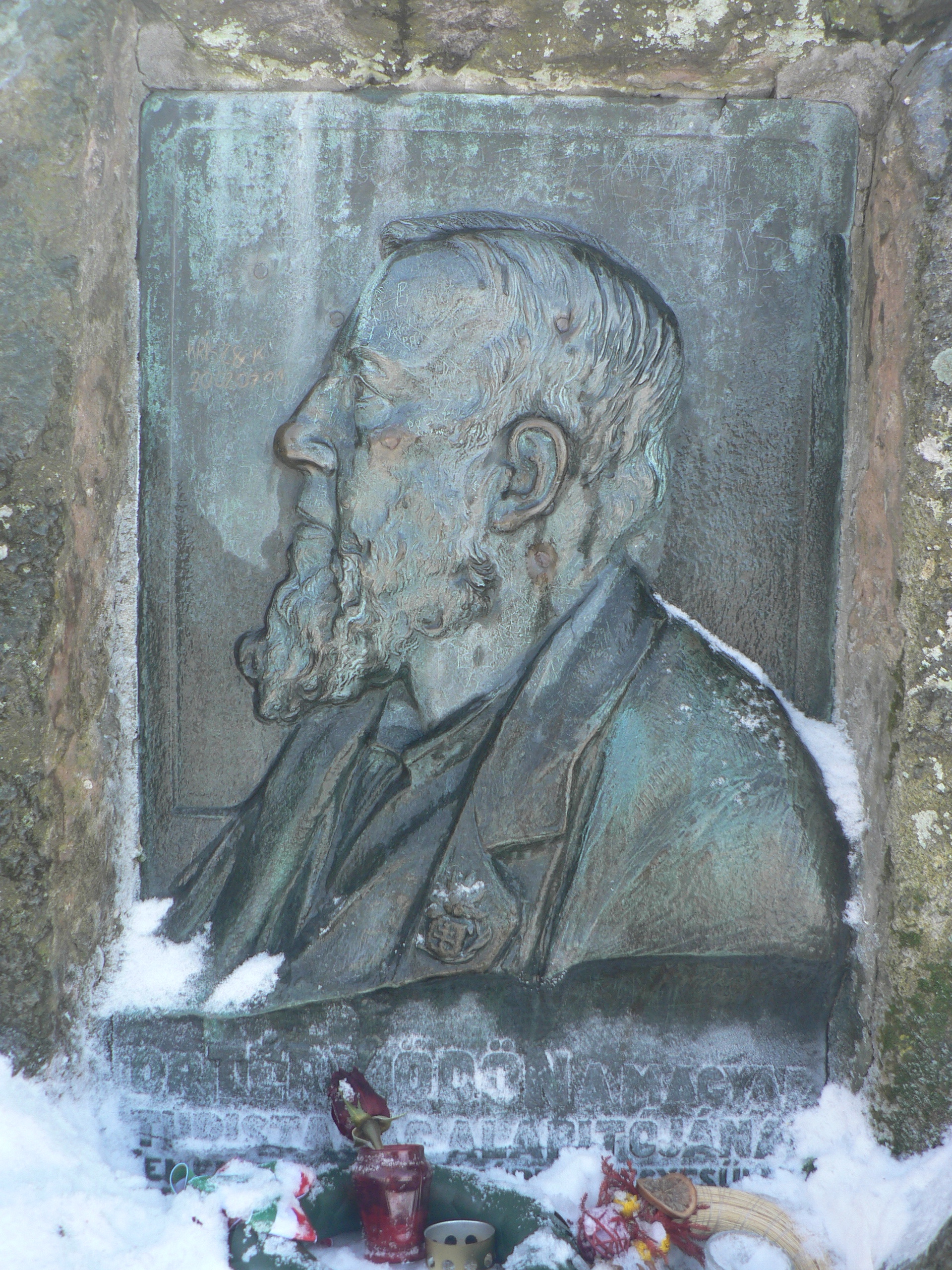
Pomnik Ödöna Téryego w Dobogókő, 1926

Ödön Vilmos Téry (wym. [ødøn teːri], ur. 4 lipca 1856 w Óbéb w Rumunii, okręg Temesz – zm. 11 września 1917 w Budapeszcie) – węgierski lekarz, taternik, działacz turystyczny.
Urodził się jako Edmund Viliam Ricker. Niemiecka rodzina Rickerów pochodziła z Moguncji, ale w połowie XVIII w. opuściła rodzinne strony i przeniosła się do ówczesnej Austrii. Ojciec Edmunda urodził się w Dolnej Austrii, a w połowie XIX w. pracował jako zarządca majątku ziemskiego w węgierskim wówczas Óbéb, u zbiegu granic węgierskiej, serbskiej i rumuńskiej. W 1862 r. ojciec przyjął zmadziaryzowane nazwisko „Téry”, a młody Edmund poszedł do szkoły już jako „Ödön Vilmos Téry”.
Po uzyskaniu matury rozpoczął studia medyczne w Budapeszcie. Podczas studiów działał w stowarzyszeniu studentów-medyków. W czasie studiów odbył również jako ochotnik służbę wojskową, którą ukończył 1 października 1877 r. W międzyczasie, 7 listopada 1876 r., ożenił się z Emilią Mészáros, córką austriackiego radcy ministerialnego dra Ferenca Mészárosa. Początkowo zamierzał specjalizować się w chirurgii, lecz ostatecznie zdecydował się na kierunek ogólnolekarski. Studia ukończył w 1879 r.
W 1880 r. otrzymał posadę państwowego lekarza górniczego w miejscowości Štefultovo (dziś dzielnica Bańskiej Szczawnicy). Nie tylko leczył miejscowych górników, ale na łamach prasy walczył o poprawę ich warunków pracy, a wraz z żoną Emilią pomagał miejscowej biedocie. Wkrótce również został osobistym lekarzem mieszkającego w niedalekim Sv. Antonie hrabiego Filipa Coburga, właściciela wielkiego majątku ziemskiego zwanego „państwem Sitno” (od zamku Sitno), a także lekarzem owego „państwa”.
Ze względu na spory z funkcjonariuszami miejscowej administracji Téry w 1884 r. zrezygnował z posady lekarza górniczego i przyjął stanowisko (początkowo niepłatne) referenta w węgierskim ministerstwie spraw wewnętrznych, któremu w tamtych czasach podlegała również służba zdrowia. Szybko awansował i już 17 czerwca 1890 r. objął wysokie stanowisko radcy ministerialnego oraz inspektora ds. zdrowia, które piastował aż do śmierci. Ze stanowiskiem tym wiązała się konieczność częstych podróży, jednak odpowiadało to Téryemu, gdyż umożliwiało mu to poznawanie różnych regionów królestwa węgierskiego, w tym również ulubionych Tatr.
Mimo krótkiej kariery taternickiej był jednym z najznakomitszych wspinaczy swoich czasów. Do najważniejszych osiągnięć Téryego należą pierwsze wejścia na Pośrednią Grań (1876), Durny Szczyt (1877) i Małą Poślednią Turniczkę (1877). Na Pośrednią Grań wszedł ponownie w 1878 r. od strony Doliny Staroleśnej. Na koncie miał też trzecie wejście na Baranie Rogi (od strony Doliny Pięciu Stawów Spiskich, 1888). Do 1894 r. chodził po Tatrach jako turysta, m.in. na Gerlach i Łomnicę.
Od 1888 r. działał w budapeszteńskiej sekcji Węgierskiego Towarzystwa Karpackiego (MKE), natomiast od 1891 r. miał duże zasługi dla powstania i rozwoju Węgierskiego Towarzystwa Turystycznego (MTE, Magyar Turista Egyesület). W latach 1907–1910 był jego prezesem. Pracował także jako redaktor czasopisma „Turisták Lapja” (1889–1909). Był inicjatorem budowy schroniska w Dolinie Pięciu Stawów Spiskich (1898–1899), nazwanego później schroniskiem Téryego.
Został uhonorowany w węgierskich i niemieckich nazwach Małego Durnego Szczytu (Téry-csúcs, Téryspitze) oraz Baraniej Przełęczy (Téry-horhos, Téryscharte).